# Austrálie na Zimních olympijských hrách 1998
Austrálii na Zimních olympijských hrách v roce 1998 reprezentovala výprava 23 sportovců (15 mužů a 8 žen) v 8 sportech.

## Medailisté
| Medaile | Jméno            | Sport           | Soutěž      |
| ------- | ---------------- | --------------- | ----------- |
| Bronz   | Zali Steggallová | Alpské lyžování | Ženy slalom |